# Bicentenaria argentina
La bicentenaria (Bicentenaria argentina) è un dinosauro carnivoro estinto, appartenente ai celurosauri. Visse all'inizio del Cretaceo superiore (circa 90 milioni di anni fa) e i suoi resti fossili sono stati ritrovati in Argentina.

## Descrizione
Questo animale è noto per i fossili di numerosi esemplari incompleti, sufficienti a ricostruire l'aspetto probabile dell'animale. Bicentenaria doveva essere un piccolo carnivoro lungo circa 2,5 - 3 metri, dotato di un collo relativamente allungato, un cranio piccolo ma non gracile e dotato di denti aguzzi. Le zampe erano snelle e allungate, mentre il corpo era breve e scattante. L'aspetto generale di questo animale doveva richiamare quello di altri celurosauri più antichi, come Zuolong e Tugulusaurus.

## Classificazione
Questo animale è stato descritto per la prima volta nel 2012, ed è stato classificato come un rappresentante basale (primitivo) dei celurosauri, un grande gruppo di dinosauri carnivori che includono anche forme minuscole come Compsognathus e forme gigantesche come i tirannosauri. Bicentenaria, benché vissuto nel Cretaceo superiore, possedeva numerose caratteristiche plesiomorfiche (primitive) riscontrabili in celurosauri più antichi: ad esempio la zona posteriore del cranio, la presenza di spine neurali caudali accessorie e un processo ascendente dell'astragalo basso e stretto. Si suppone che Bicentenaria fosse leggermente più derivato rispetto a un altro celurosauro del Cretaceo, un po' più antico, il cinese Tugulusaurus.